# Marilyn Lima

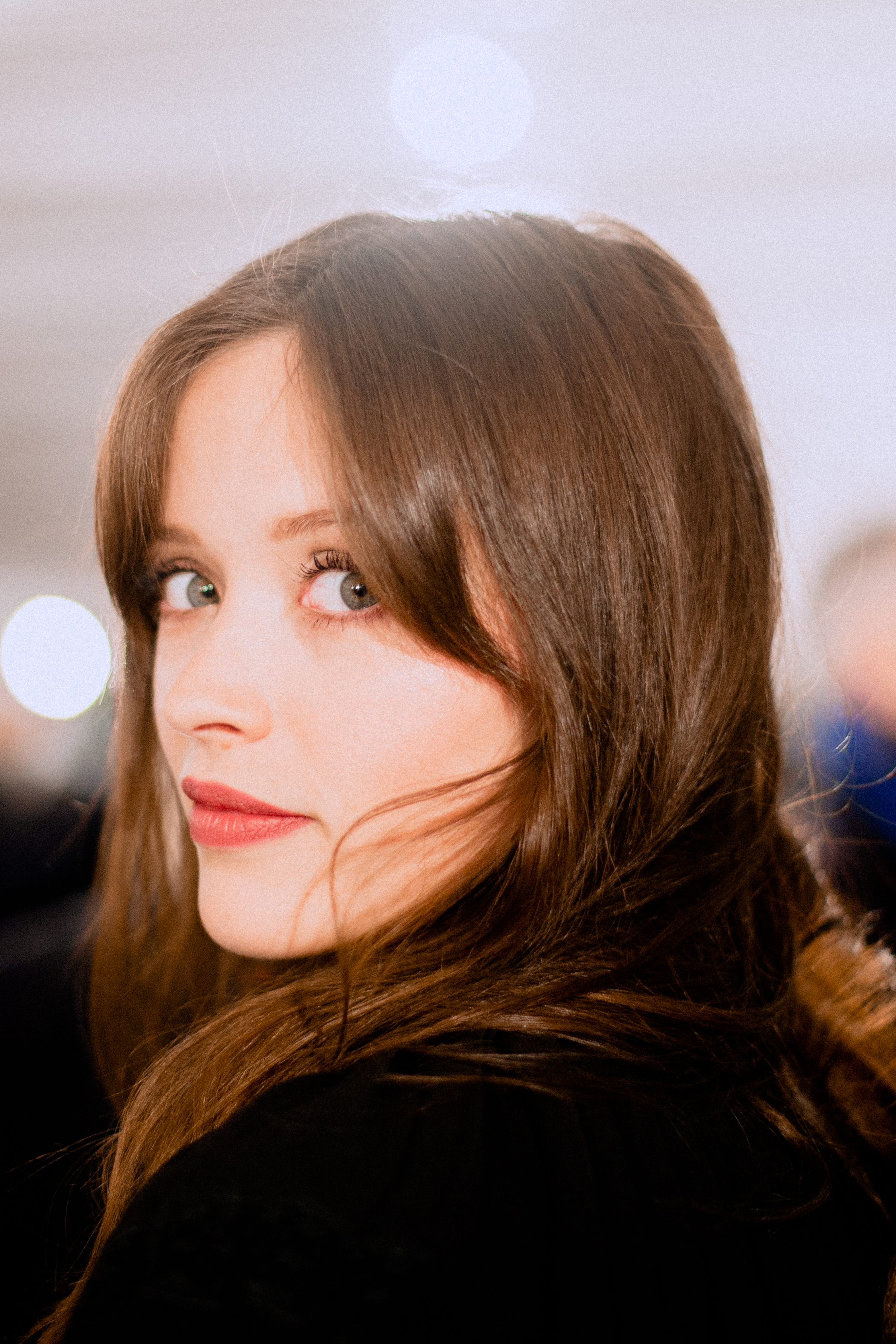
Marilyn Lima

Marilyn Lima (* 28. September 1995 in Bordeaux, Frankreich) ist eine französische Schauspielerin.

## Karriere
Lima wuchs in Bordeaux auf. Die Regisseurin Eva Husson entdeckte sie auf Tumblr und wählte sie nach einem Treffen für die Rolle der George in ihrem Film Bang Gang – Die Geschichte einer Jugend ohne Tabus aus. Zuvor besaß Lima keine schauspielerische Ausbildung.
Später setzte sie ihre Karriere in Fernsehfilme wie Entre deux mères und Des jours meilleurs fort. 2017 wurde sie für die Rolle der Manon Demissy in Skam France besetzt.
Auf ihrem Instagram-Account gab sie am 23. April 2019 bekannt, im Musikvideo zu „We Were Young“ des DJs Petit Biscuit mitzuwirken. Zuvor wirkte sie bereits in anderen Musikvideos mit. Im November folgte die Besetzung in Julien Leclercqs Film Sentinelle, der im März 2021 auf Netflix veröffentlicht wurde. Neben Nicolas Duvauchelle wurde sie für Mathias Malzieus Debüt Une Sirène à Paris gecastet. Zunächst für eine Veröffentlichung am 11. März 2020 angesetzt, konnte der Film durch die COVID-19-Pandemie erst verspätet am 22. Juni debütieren.
FranceTV Pro gab im September 2020 die Besetzung Limas für die Miniserie J'ai menti bekannt. Die Produktion dafür begann noch im September und wurde im Dezember abgeschlossen. Die Veröffentlichung folgte auf France 2 im August 2021. Ein Jahr später folgte eine Rolle im Remake von Constance aux enfers von 1963.

## Privatleben
Lima ist die jüngste von drei Schwestern. In einem Interview mit dem Magazin Constellation erzählte sie, sie habe schon früh ihre Leidenschaft für die Fotografie entdeckt. So besitzt sie etwa 40 Kameras, u. a. mit ihren favorisierten Modellen von Pentax und Nikon.
Ende 2017 wurde eine Beziehung mit Michel Biel bekannt, den sie in der Serie Skam France kennenlernte und der bereits darin ihren Freund spielte.

## Filmografie (Auswahl)
Filme:
- 2014: What Doesn't Kill You, Makes You Strange (Kurzfilm)
- 2015: Bang Gang – Die Geschichte einer Jugend ohne Tabus (Bang Gang (une histoire d'amour moderne))
- 2016: Lena (Kurzfilm)
- 2016: Grain de poussière (Kurzfilm)
- 2019: Plus jamais je ne t'aimerai (Kurzfilm)
- 2020: Eine Meerjungfrau in Paris (Une sirène à Paris)
- 2021: Sentinelle
- 2024: Maraé

Fernsehen:
- 2016: Entre deux mères
- 2017: Des jours meilleurs
- 2018–2020: Skam France
- 2019: ConneXion intime
- 2021: Biarritz – Mord am Meer (J'ai menti)
- 2022: Capitaine Marleau
- 2022: Constance aux Enfers
- 2022: Le meilleur d'entre nous
- 2023: Avenir
- 2024: Brigade anonyme
- 2024: Bugarach

Musikvideos:
- 2015: „Medulla“ von GRS Club
- 2016: „Ocean Sun“ von Bengale
- 2017: „Blade Down“ von Synapson feat. Tessa B.
- 2018: „Million Years“ von Hugo Barriol
- 2019: „Blood Mary“ von Baptiste W. Hamon
- 2019: „Bonnie“ von Odezenne
- 2019: „We Were Young“ von Petit Biscuit feat. JP Cooper